# Forêt alluviale de Leipzig
La forêt alluviale de Leipzig, (Leipziger Auwald [ˈlaɪ̯pˌt͡sɪɡɐ ˈaʊ̯ˌvalt]) est une des plus grandes forêts alluviales et feuillues d'Europe centrale. C'est une forêt urbaine qui se situe presque intégralement dans le périmètre d'une grande ville, celle de Leipzig dans le Land de Saxe en Allemagne. Elle constitue le cœur forestier du bassin lipsien, sinon presque entièrement déboisé.

## Géographie
C'est une aire protégée par le Bundesamt für Naturschutz, l'Office fédéral de protection de la nature. De catégorie V dans la classification de l'union internationale pour la conservation de la nature (UICN), l'espace protégé s'étend sur 5 897 hectares (carte) même si la surface densément arborée n'est estimée qu'à 2 424 hectares dont 1 978 hectares de surface domaniale gérée par la commune de Leipzig. 
Elle s'étend du nord au sud de Leipzig le long de l'Elster blanche, de la Pleiße et de leurs nombreuses anastomoses. Elle se rétrécit au centre-ville dans une ripisylve réaménagée en espace vert, le parc Clara-Zetkin. On distingue donc la forêt alluviale septentrionale de sa partie méridionale.
Même si l'ensemble est un paysage protégé (Landschaftsschutzgebiet) de l'UICN, il est composé de différentes réserves naturelles (Naturschutzgebiete) aux normes plus pointues. La partie septentrionale de la forêt, située à Schkeuditz, Leipzig-Lützschena-Stahmeln, Leipzig-Böhlitz-Ehrenberg, Leipzig-Wahren, Leipzig-Möckern, Leipzig-Leutzsch et Leipzig-Zentrum-Nordwest, renferme les réserves Luppeaue (598 ha) et Burgaue (270 ha).
La partie méridionale de la forêt, située à Leipzig-Schleußig, Leipzig-Connewitz, Leipzig-Großzschocher et Markkleeberg renferme les réserves de Elster- und Pleiße-Auwald (67 ha) au point de confluence entre la Pleiße et la dérivation inférieure de l'Elster blanche, et de Lehmlache Lauer (49 ha) aux abords du lac de Cospuden.
Ses points culminant sont les monts artificiels du Fockeberg (153 m) à Leipzig-Südvorstadt et au nord le Nahleberg (143 m) à Leipzig-Möckern et la Rosentalhügel (128 m) à Rosental, dans Leipzig-Zentrum-Nordwest.
Les sols sont légèrement acides à neutres, d'un pH de 6 à 7.

## Histoire
Le bassin lipsien s'est établi pendant les deux derniers millions d'années. Les strates de sédiments atteignent dans la forêt alluviale une épaisseur de 10 à 20 mètres, composées de loam, de marne, de sable, de grave et d'argile. Pendant la glaciation elstérienne, de lacs d'une superficie pouvant aller jusqu'à 30 km² se sont formés dans la région déposant des alluvions de galets et de pierrailles. On observe aussi des reliquats de tillite issus d'une moraine de fond de la glaciation saalienne. Pendant la dernière glaciation, la glaciation vistulienne, la calotte glaciaire ne s'étendait pas jusqu'à Leipzig, mais les dépôts fluviaux qui en ont résulté ont amené de la vase à granulométrie fine qui explique la fertilité remarquable de la plaine.
Sur ces couches sédimentaires issues des périodes glaciaires s'est superposé il y a 7 000 ans une couche de loam alluvionnaire (Auelehm en allemand) de 2 à 4 mètres d'épaisseur d'origine anthropique. La déforestation et le défrichage dans le bassin versant supérieur des cours d'eau lipsiens par les premiers peuplements rubanés a entraîné la dégradation des sols et l'eau pluviale a transporté des quantités importantes de loam qui se sont déposées dans la plaine lipsienne en contrebas à la faveur des crues.
C'est depuis la fondation de la ville au XIIe siècle que la forêt alluviale est affectée par les activités humaines. Du loam est prélevé du lit majeur du fleuve pour la formation de briques, des lits de dérivations sont construits pour éviter les inondations et des arbres sont abattus pour être transportés sur le fleuve jusqu'à la vente sur la place du marché de Leipzig. Depuis le Moyen Âge, la forêt alluviale est exploitée comme futaie par la ville. C'est à partir du XIXe siècle avec la révolution industrielle et l'essor démographique de la ville que la forêt ne subit plus d'intervention humaine et est relativement préservée, malgré l'augmentation de la pollution des eaux. Depuis 1912, les efforts légaux pour protéger la forêt se multiplient. C'est en 1963, pendant la mise en place du bassin minier du Sud-Lipsien, que la forêt est classée réserve naturelle par les autorités de la RDA et inscrite sur le registre de l'Union internationale pour la conservation de la nature (UICN).

## Flore, fonge et faune

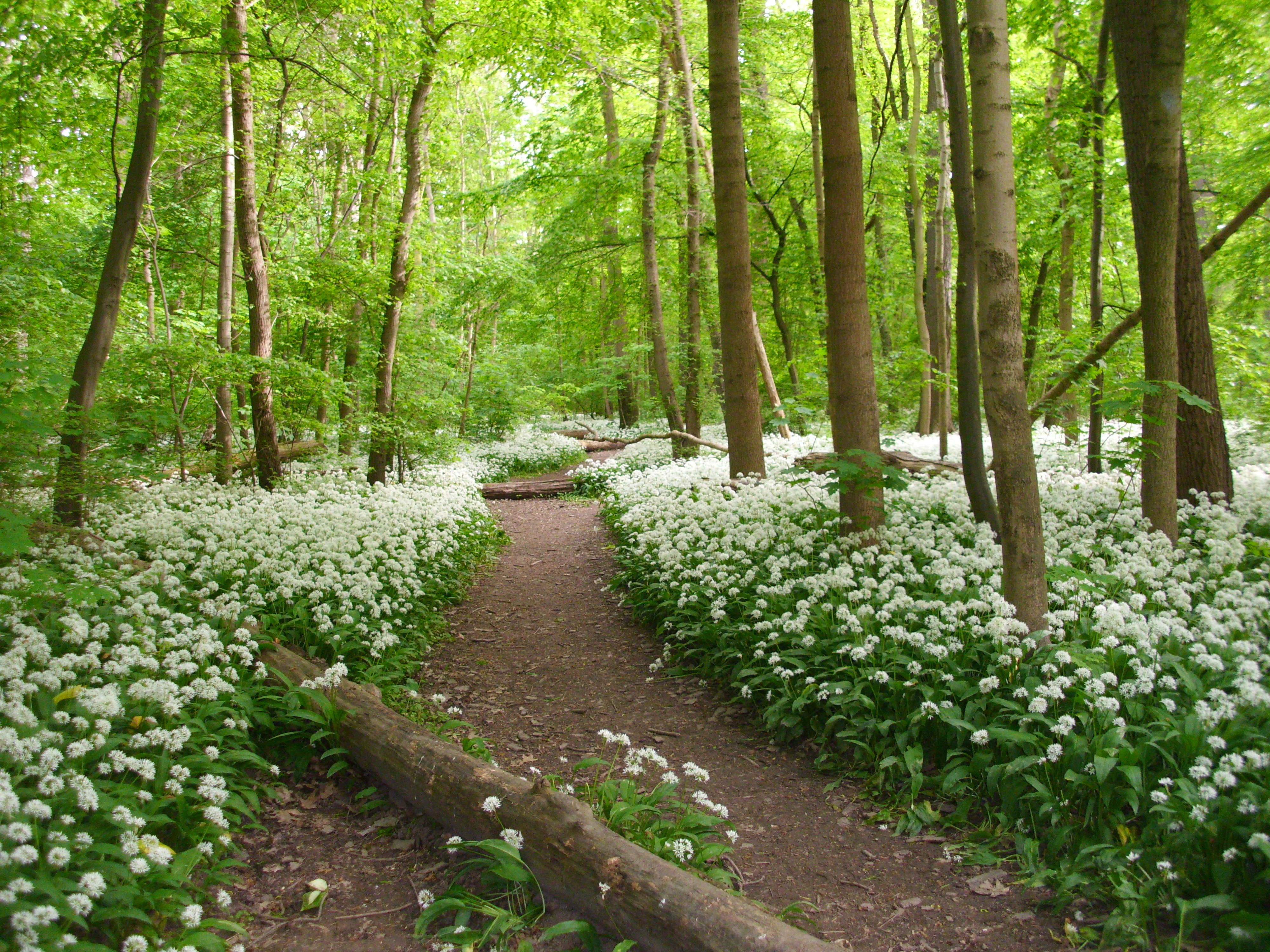
La forêt alluviale lipsienne tapissée d'ail des ours.

Le peuplement forestier a beaucoup évolué ces 130 dernières années. Peuplée initialement de bois tendres comme l'aulne glutineux, le peuplier noir, le saule blanc ou le saule fragile, elle évolue climaciquement vers une forêt alluviale mûre à bois durs peuplée d'ormes, de chênes, d'érables ou de frênes (Querco-Ulmetum pour les phytosociologues). Mais d'autres facteurs bouleversent également l'écosystème : la graphiose a décimé de nombreux ormes champêtres à partir des années 1960. De même, les chênes pédonculés qui constituent les arbres les plus âgés de la forêt ne représentent désormais plus que 20 % du peuplement forestier. À l'inverse, les jeunes peuplements de frênes élevés (30 %), d'érables planes (20 %), d'érables sycomores, de tilleuls à grandes feuilles ou de merisiers à grappes tendent à s'imposer. La prolifération érablière est un symptôme du manque de régularité des crues, car cette essence supporte mal l'eau stagnante. Les variations cycliques et saisonnières du niveau d'eau que connaissait autrefois la forêt sont remplacées par des crues plus incidentes entraînant des fluctuations soudaines qui amènent les sols à s'assécher. L'inondation de l'ensemble de la forêt a eu lieu lors de la crue de juillet 1954 ou dans une moindre mesure en août 2002.
Quelques essences exogènes à la forêt sont aussi présentes comme le chêne rouge d'Amérique, le robinier faux-acacia, le hêtre commun ou le marronnier d'Inde. Dans les sous-bois, on trouve de nombreux spécimens de cornouiller sanguin, de fusain d'Europe, de sureau noir ou d'épine blanche. Parmi les fleurs printanières qui poussent sur le sol, on trouve de la ficaire fausse-renoncule, du primevère des bois et surtout de la nivéole de printemps, une espèce rare et rigoureusement protégée dont la densité dans la forêt alluviale lipsienne est une des plus fortes d'Allemagne. La forêt lipsienne renferme également une plante unique au monde : une espèce hybride entre l'anémone fausse renoncule et l'anémone sylvie nommée Anemone × lipsiensis Beck, soit l'anémone lipsienne. On trouve en outre du fumeterre creux, de l'arum tacheté, des pulmonaires, des stellaires holostées, du lierre terrestre, des violettes, des myosotis des bois et surtout des tapis d'ail des ours. Les plantes nitrophiles comme les solidages ou les orties sont aussi légion dû à un apport d'azote en augmentation.
On estime à environ 400 le nombre d'espèces de champignons présents dans la forêt, par exemple le tricholome de la Saint-Georges ou la vesse-de-loup géante ou des parasites du bois comme le polypore soufré.
Les plus grands animaux vivant dans la forêt sont le chevreuil et le daim. Il existe une importante population de sangliers qui peuvent parfois faire des dégâts. On rencontre également nombre de renard roux, blaireau européen, grand campagnol, de hérisson et d'écureuil.
Les espèces animales menacées présentes dans la forêt sont la loutre d'Europe, les chauves-souris grand murin et barbastelle d'Europe, le crapaud sonneur à ventre de feu, le triton crêté, le poisson bouvière, la libellule ophiogomphe serpentin, les papillons azuré des paluds, azuré de la sanguisorbe et damier du frêne ainsi que le scarabée pique-prune.

## Usage
Environ 1163 ha de forêt appartiennent à la municipalité de Leipzig. Certaines parties de la forêt qui jouxtent le centre-ville disposent d'un maillage de sentiers presque comparable à un parc. La forêt est donc très accessible à tous les randonneurs, les cyclistes ou les cavaliers. Les véhicules à moteurs y sont par contre interdits. La forêt est entretenue de façon discrète à Leipzig pour minimiser l'impact humain : 8 000 m3 d'arbres sont abattus en moyenne chaque année dans l'ensemble des forêts lipsiennes. En 2016, 11 000 m3 ont été abattus car de nombreux frênes atteints de chalarose menaçaient de chuter sur les promeneurs.
Certains rassemblements informels sont parfois organisés en forêt, particulièrement dans le pré aux nonnes (Nonnenwiese) dans le bois aux nonnes (Nonnenwald) à Leipzig-Schleußig près du parc Clara-Zetkin. Cet endroit nommé d'après un ancien couvent de nonnes est particulièrement riche en mythes et légendes.
La forêt renferme de nombreuses destinations touristiques comme le parc animalier (Wildpark) à Leipzig-Connewitz, le Schlobachs Hof, ancien domaine seigneurial et actuel centre équestre, le parc du château de Lützschena (Schlosspark Lützschena), l'auberge Domholz (Domholzschänke) ou le lac alluvial (Auensee) de 12 ha à Leipzig-Wahren.